# Colonia (zespół muzyczny)
Colonia – chorwacki zespół dance założony w 1996 roku Vinkovci przez Borisa Đurđevića i Tomislava Jelića. Zespół nagrał przeboje: „Deja Vu”, „Oduzimaš mi dah”, „Lažu oči moje” „Za tvoje snene oči”, „Varalico”, „C’est la vie”.
Tuż po założeniu zespołu do Colonii dołączyła wokalistka Indira Levak. W 1996 roku zespół wydał debiutancki singel „Let Fire up All”, który odniósł sukces komercyjny. Zespół odniósł sukces międzynarodowy, koncertując m.in. w Polsce, Czechach i Słowacji. W 2001 roku zespół wygrał pierwszą edycję konkursu Eurodanceweb Award. Cover utworu „Deja Vu” nagrał japoński boys band Kinki Kids. W 2017 roku nową wokalistką zespołu została Ivana Lovrić.

## Dyskografia
Opracowano na podstawie: 
- Vatra i led (1997)
- Ritam ljubavi (1999)
- Jača nego ikad (2000)
- Milijun milja od nigdje (2001)
- The best of volume 1 (2001)
- Izgubljeni svijet (2002)
- Dolazi oluja (2003)
- Najbolje od svega (2005)
- Gold edition (2005)
- Do kraja (2006)
- Pod sretnom zvijezdom (2008)
- X (2010)
- Retroactive Early Years (2010)
- Tvrđava (2013)
- Feniks (2015)
- Nova era (2018)